# Хауреги, Хуан
Хуан Мартинес де Хауреги и Агилар (известный также, как Хуан Мартинес де Хауреги и Уртадо де ла Саль) (24 ноября 1583, Севилья — ноябрь 1640 или январь 1641, Мадрид) — испанский поэт, переводчик, живописец, теоретик испанской литературы Золотого века Испании.

## Биография
Севильский дворянин, потомок древнего Бискайского рода. Первоначально хотел посвятить себя живописи и отправился в Рим. В 1607 году, во время пребывания в Италии, издал перевод пасторальной драмы «Аминты» Торквато Тассо.
Незадолго до 1610 года вернулся на родину с репутацией художника и поэта. По возвращении в Мадрид был принят при дворе. Был приближённым королевы Испании Изабеллы Французская.
В 1613 году Сервантес в своих «Novelas» с похвалой упоминает о его портрете, сделанном знаменитым к тому времени Х. Хауреги.
В 1618 году Хауреги издал в Севилье сборник стихотворений. В 1620 году участвовал в поэтическом конкурсе, устроенном Лопе де Вега на празднестве по случаю канонизации святого Исидора. В 1624 году напечатал в Мадриде поэму в 5 небольших песнях «Orfeo». Это произведение имело большой успех и вызвало даже у знаменитого Монтальвана желание соперничать с Х. Хауреги. Монтальван издал поэму на тот же сюжет, и его в этой борьбе поддерживал Лопе де Вега.
В 1640 году Хауреги закончил свой вольный перевод или, скорее, переделку, поэмы Лукана «Pharsalia».
Х. Хауреги был принципиальным противником Луис де Гонгоры и в своём «Discurso sobre el estilo colto y oscuro» (1628) нападал на его вычурный и напыщенный стиль. Тем не менее, он не вполне избежал влияния Гонгоры. Свободны от гонгоризма лишь его небольшие стихотворения, из которых лучшими считаются «Ода на роскошь», отличающаяся благородством и возвышенностью стиля, и изящная selva «Acaecimiento amoroso», где поэт описывает купанье своей возлюбленной. Менее удачны его сонеты.
Кавалер Ордена Калатравы